# المادة السادسة والتسعون في دستور اليابان
تعد المادة 96 من الدستور الياباني مادة في الدستور الوطني لليابان تحدد عملية إجراء التعديلات للدستور. ظل الدستور على حاله منذ سريانه في 3 مايو 1947، ويدعو العديد من السياسيين إلى مراجعة المادة 96 حتى يتمكنوا من البدء في مراجعة المواد الأخرى الأكثر مركزية (مثل المادة 9).

## نص المادة
النص الكامل للمقالة باللغة اليابانية،  وترجمتها الرسمية الإنجليزية،  تقول:

## النقاش حول المادة
لم يتم مراجعة الدستور الياباني منذ أن تم إنشاؤه لأول مرة في عام 1947. على النقيض من ذلك، أجرت الولايات المتحدة ستة تعديلات منذ الحرب العالمية الثانية. منذ ذلك الحين، دعا العديد من اليابانيين إلى مراجعة العديد من مواد الدستور، لكنهم لم يتمكنوا من الحصول على تأييد ثلثي (أغلبية كبيرة) من مجلسي البرلمان الوطني (مجلس المستشارين ومجلس النواب)، وحدها الأغلبية البسيطة للناخبين اليابانيين في الاستفتاء الذي جرى لاحقًا (وفقًا لما تنص عليه المادة 96). على هذا النحو، جعل أنصار المراجعة نصب أعينهم على المادة 96، على أمل مراجعتها حتى لا تتطلب التعديلات أغلبية ساحقة في النظام الداتو. يبدو أن الدافع الأساسي وراء مراجعة المادة 96 هو مراجعة المادة 9 ، التي «تنبذ الحرب كحق سيادي للأمة» وتَعِد بأن «القوات البرية والبحرية والجوية، وكذلك إمكانات الحرب الأخرى، سوف لا يمكن الحفاظ عليها». ومع ذلك، فقد تم أيضًا اقتراح مراجعة أو حذف مواد أخرى (مثل المادة 97 المتعلقة بحقوق الإنسان الأساسية).
كان شينزو آبي، رئيس وزراء اليابان، مؤيدًا صريحًا لمراجعة المادة 96، قائلاً: «من الظلم أن أكثر من ثلث المشرعين يمكنهم منع المراجعات حتى لو أراد 50 في المائة أو أكثر من الجمهور تعديل القانون والدستور». بالنظر إلى أن حزبه الديمقراطي الليبرالي يسيطر على مجلسي البرلمان الوطني (لأول مرة منذ ما يقرب من عقد من الزمان)، يقول النقاد السياسيون إن لديه فرصة عادلة للنجاح. ومع ذلك، قد يكون شريك الائتلاف التابع للحزب الليبرالي الديمقراطي، نيو كوميتو، غير مستعد لدعم مثل هذا التغيير،  وفي الواقع، يبدو أن الحزب الديمقراطي الليبرالي أسقط القضية من برنامجه في الفترة التي تسبق انتخابات مجلس المستشارين في عام 2013. علاوة على ذلك، يبدو أن السكان اليابانيين منقسمون تقريبًا فيما يتعلق بمراجعة المادة 96، حيث أيد 42٪ و 46٪ مقابل استطلاع للرأي أجرته مؤسسة ماينيتشي شيمبون. أظهر مسح منفصل لـ NHK أن حوالي 50٪ من اليابانيين ليس لديهم رأي في هذا الموضوع.
التعديل الدستوري المقترح للحزب الديمقراطي الليبرالي سيعدل المادة 96 كما يلي: